# Aleksandr Medved
Aleksandr Medved ili Aljaksandar Vasiljevič Mjadzvedz (bjeloruski: Алякса́ндар Васі́льевіч Мядзьве́дзь, ruski: Александр Васильевич Медведь; Bila Cerkva, 16. rujna 1937. – Minsk, 2. rujna 2024.) bio je bjeloruski hrvač. Trostruki je olimpijski pobjednik, sedmerostruki svjetski prvak i trostruki europski prvak. Proglašen je najboljim hrvačem slobodnim stilom 20. stoljeća.
Rođen je u Biloj Cerkvi u Ukrajini. Nastupao je u hrvanju slobodnom stilu. Smatra se jednim od najvećih hrvača u povijesti, dominirao je desetak godina. Osvojio je svjetske naslove u tri kategorije (poluteška, teška i superteška), a ukupno ima sedam zlata na Svjetskim prvenstvima i tri na Europskih prvenstava. Osvajao je zlato na trima Olimpijskim igrama: u Tokiju 1964. godine, u Mexico Cityju 1968. godine i u Münchenu 1972. godine. 
Nakon završetka aktivnog bavljenja hrvanjem, živi i radi u Bjelorusiji kao potpredsjednik Bjeloruskog olimpijskog odbora te pročelnik odjela na Sveučilištu informatike i radioelektronike u Minsku. Radi i kao trener hrvanja.
Na Olimpijskim igarama u Moskvi 1980. godine, položio je olimpijsku zakletvu u ime sudaca. Nosio je bjelorusku zastavu na otvaranju Olimpjskih igri u Ateni 2004. godine. Jedan je od najuspješnijih i najpopularnijih športaša u Bjelorusiji, zbog vrhunskih športskih rezultata, snažne korpulentne građe i uzornog ponašanja.
Napisao je dvije knjige o hrvanju.